# 6867 Kuwano
6867 Kuwano (1992 FP1) là một tiểu hành tinh vành đai chính được phát hiện ngày 28 tháng 3 năm 1992 bởi K. Endate và K. Watanabe ở Kitami.